# Russell Harvard
Russell Wayne Harvard (Pasadena, 16 aprile 1981) è un attore statunitense, membro della comunità sorda.

## Biografia
Russell è nato a Pasadena nel 1981 da una famiglia della quale la metà dei membri è sorda ed è egli stesso sordo.

## Filmografia

### Cinema
- Signage, regia di Rick Hammerly - cortometraggio (2007)
- Il petroliere (There Will Be Blood), regia di Paul Thomas Anderson (2007)
- Episodio: Signage di S Is for Sexy, regia di Rick Hammerly (2008)
- The Hammer, regia di Oren Kaplan (2010)
- Words, regia di Anup Bhandari - cortometraggio (2010)
- Versa Effect, regia di Mark Wood (2011)
- Claustrophobia, regia di Harlan Schneider (2011)
- This Is Normal, regia di Justin Giddings e Ryan Patrick Welsh - cortometraggio (2013)
- The Pastman, regia di Charlie Ainsworth - cortometraggio (2018)
- Here We Are, regia di David Bellarosa (2019)
- Far West, regia di Emily Potter e Grace Potter - cortometraggio (2022)
- Causeway, regia di Lila Neugebauer (2022)

### Televisione
- CSI: NY – serie TV, episodio 3x12 (2006)
- Fringe – serie TV, episodio 3x02 (2010)
- Odd Mom Out – serie TV, episodio 1x04 (2015)
- Switched at Birth - Al posto tuo (Switched at Birth) – serie TV, episodi 4x09-4x17 (2015)
- Fargo – serie TV, 11 episodi (2014-2017)

## Doppiatori italiani
- Stefano Thermes in Fringe